# Passengers
Passengers — итало-американская поп-группа, пик популярности которой пришелся на начало 1980-х годов.

## История
Группа образовалась в 1979 году и состояла из четырех вокалистов: двух мужчин (Джезуальдо «Ким» Арена и Чак Роландо) и двух женщин (Мэри Шей Коллен и Элванда Контрерас).
В сотрудничестве с продюсерами Анджело и Феличе Пиккаредда группа Passengers выпустила свой первый хит в 1980 году — сингл «He’s Speedy Like Gonzales», который занял десятое место в итальянском хит-параде, а также кавер-версию песни «The Lion Sleeps Tonight». В 1981 и 1983 году они принимали участие в фестивале в Сан-Ремо с песнями «Midnight» (25-е место в итальянском хит-параде) и «Movie Star». Группа распалась в 1987 году.
Чак Роландо продолжал заниматься музыкой и в 1992 году он стал генеральным и управляющим директором компании Sony ATV Music Publishing (Italy); под его руководством были разработаны сборники песен таких исполнителей, как The Beatles, Боб Дилан и Леонард Коэн.
Ким Арена умер в 2004 году.

## Дискография
Альбомы
- 1979 — Girls Cost Money (Durium, DAI 30334)
- 1980 — Passengers (Durium, DAI 30363)
- 1981 — Casinò (Durium, DAI 30380)
- 1982 — Parade (Durium, LP.S 40159)
- 1983 — Sound Adventure (Durium, DAI 30409)
- 1984 — Buon Compleanno TV (Durium)
- 1985 — New Album (Delta, DEL 8027)